# Municipio de Ocampo (Michoacán)
El municipio de Ocampo es uno de los 113 municipios en que se divide el estado mexicano de Michoacán de Ocampo. Se encuentra situado al oriente del estado y su cabecera es la población homónima. En él se localiza un sector de la Reserva de la Biosfera de la Mariposa Monarca. Forma parte de la región socioeconómica 4. Oriente.

## Geografía
El municipio de Ocampo se encuentra localizado en el extremo oriente del estado de Michoacán, en los límites con el Estado de México. Tiene una extensión territorial de 146.883 kilómetros cuadrados que equivalen al 0.25 % de la superficie del estado. Sus coordenadas geográficas extremas son 19°31′-19°39′ de latitud norte y 101°13′-100°27′ de longitud oeste; la altitud va de un mínimo de 2000 a un máximo de 3600 metros sobre el nivel del mar.
Limita al norte con el municipio de Angangueo, al noroeste con el municipio de Aporo, al oeste con el municipio de Tuxpan y al sur con el municipio de Zitácuaro. Al este limita con el Estado de México, en particular con el municipio de San José del Rincón.
La ciudad de Ocampo, cabecera del municipio, está ubicada en las coordenadas 19°34′59″N 100°20′17″O / 19.58306, -100.33806, a una altitud de 2288 m s. n. m.

## Demografía
La población total del municipio de Ocampo es de 24 774 habitantes, lo que representa un crecimiento promedio de 0.93 % anual en el período 2010-2020 sobre la base de los 22 628 habitantes registrados en el censo anterior. Al año 2020 la densidad del municipio era de 174,1 hab/km².
| Gráfica de evolución demográfica de Municipio de Ocampo entre 2000 y 2020 |
|                                                                           |
| Fuente: Instituto Nacional de Estadística Geografía e Informática         |

En el año 2010 estaba clasificado como un municipio de grado medio de vulnerabilidad social, con el 28.16 % de su población en estado de pobreza extrema.
La población del municipio está mayoritariamente alfabetizada (11.92 % de personas mayores de 15 años analfabetas al año 2010) con un grado de escolarización en torno de los 6 años. Solo el 1.05 % de la población se reconoce como indígena.

### Localidades
En el censo de 2020 el municipio de Ocampo contaba con 39 localidades.
| Código INEGI      | Localidad           | Población (2020) |
| ----------------- | ------------------- | ---------------- |
| 160610001         | Ocampo              | 4 296            |
| 160610022         | Manzana de San Luis | 3 399            |
| 160610003         | Cuartel la Mesa     | 1 239            |
| 160610008         | Manzana la Cofradía | 1 193            |
| 160610019         | El Rosario          | 1 190            |
| Otras localidades | Otras localidades   | 13 457           |
| Total municipal   | Total municipal     | 24 774           |

## Política
El gobierno del municipio de Ocampo le corresponde a su ayuntamiento, el cual está integrado por el presidente municipal, un síndico y el cabildo conformado por siete regidores, cuatro electos por mayoría relativa y tres por el principio de representación proporcional. Todos son electos mediante voto universal, directo y secreto para un periodo de tres años con posibilidad de ser reelectos por un único periodo inmediato.

### Representación legislativa
Para la elección de diputados locales al Congreso de Michoacán y de diputados federales a la Cámara de Diputados federal, el municipio de Ocampo se encuentra integrado en los siguientes distritos electorales:
Local:
- Distrito electoral local de 13 de Michoacán con cabecera en Heroica Zitácuaro.[13]

Federal:
- Distrito electoral federal 3 de Michoacán con cabecera en Heroica Zitácuaro.[14]